# Сіднейський оперний театр
Сіднейський оперний театр (англ. Sydney Opera House) — одна з найвідоміших і найлегше впізнаваних будівель світу, що є символом Сіднея і однією з головних визначних пам'яток Австралії. Вітрилоподібний дах робить цю будівлю не схожою ні на одну іншу у світі. Оперний театр визнаний одним із найвідоміших зразків сучасної архітектури у світі і з 1973 року є поряд з мостом Вішалка візитною карткою Сіднея. Усередині Сіднейська опера виглядає більш аскетично, ніж її романтична оболонка. Але якщо цікавить не форма, а зміст, то, крім опери, є маса всього цікавого: танцювальні та театральні фестивалі, концерти різних виконавців та літературні читання. Як і в будь-якому іншому місті, будівля Сіднейської опери — це, у першу чергу, храм мистецтва, а не втілення польоту думки дизайнера з інтер'єру.
Будівля розташована в Сіднейській гавані на мисі Беннелонг Пойнт і займає площу 2,2 га. Вона включає 900 приміщень, зокрема Концертний зал, Оперний театр, Драматичний і Камерний театри, 4 ресторани і Зал прийомів. Дах будівлі, побудованої у формі чотирьох черепашок, покриває більше мільйона плиток, які при різному освітленні створюють різноманітну колірну гамму. Цей красивий твір мистецтва та архітектури, розроблений Йорном Утзоном, був оголошений ЮНЕСКО об'єктом Світової спадщини у 2007 році. Сіднейський оперний театр — одна з найвизначніших туристичних пам'яток у світі (понад 8,2 мільйона туристів щорічно). У цьому приміщенні було проведено кілька заходів та вистав, що охоплюють різні стилі — музику, танці, театр і багато іншого. З його культовим стилем, Сіднейський оперний театр став синонімом міста, а також країни Австралії.

## Історія
Ідея побудувати в Сіднеї розкішний оперний театр виникла вперше у англійського скрипаля і композитора сера Юджина Гуссенса, який був запрошений в Австралію національним комітетом телебачення і радіомовлення. Саме він вказав на скелястий мис Беннелонг Пойнт, де був форт Макуорі, як на єдине можливе місце для будівництва. Ідею підтримали професор архітектури Сіднейського університету Г. Інгем Ашуерт і майбутній лейбористський прем'єр штату Новий Південний Уельс Джон Джозеф Кейхілл.
17 травня 1955 року уряд штату дав дозвіл на будівництво за умови не залучати для його будівництва державні кошти. На оголошений конкурс було надіслано 223 роботи. Претенденти мали вирішити складну задачу — звести дві окремих зали на невеликому майданчику, який був із трьох боків оточений водою.
29 січня 1957 року був оголошений результат конкурсу. Виграв данець Йорн Утзон, який запропонував відмовитись від стін і поставити на циклопічний подіум ряд віялоподібних білих дахів. Цю ідею він творчо запозичив у китайських архітекторів, які ставили палаци на подіумах, висота яких відповідала величі правителя. До того ж Утзон уважно вивчав трактат «Ін Цзао Фа Ші», присвячений збірним консолям, що підтримували дахи китайських храмів.
Будівництво тривало довго і важко. Не вистачало коштів, було складно технічно втілити ідею в життя. Зрештою, влада Сіднея вимусила Утзона звільнити пост головного архітектора, і він повернувся до Данії.
Добудовували театр уже без Утзона. Новий прем'єр Роберт Аскін доручив справу міністру громадських робіт Дейвісу Хьюзу. Він зібрав команду спеціалістів. Місце головного архітектора зайняв Пітер Холл із Міністерства громадських робіт, який до цього побудував на державні кошти декілька звичайних університетських корпусів. Він погано розумів музику й акустику, в результаті інтер'єри театру не відповідають його зовнішній величі.
У 1973 році будівництво Оперного театру, нарешті, завершилося завдяки фінансовій допомозі, наданій за допомогою лотереї. Театр був відкритий 20 жовтня 1973 року королевою Англії Єлизаветою.
2007 року будівля театру номінувалася в проекті Сім нових чудес світу і потрапила до півфіналу.

## Архітектурний шедевр
Від самого початку данський архітектор Йорн Утзон (Jørn Utzon) плекав уявлення про яскраві пластичні форми, які природно поєднуються з гойданням хвиль у яскравому порту Сіднея. Відтак засадничими елементами проекту Утзона стали органічні матеріали та кольори: солідний цокольний фундамент із червоного граніту сполучає напнуті білі вітрила, які елегантно здіймаються над панорамою Сіднея.
Але конструкція цих роздутих вітрил стала викликом у технічному плані. Після змін у початковій концепції Утзон наважився зрештою на інноваційний дизайн, що ґрунтується на геометрії кулі. Із застосуванням перспективної методики тривимірні сегменти із варіаціями у нахилі вирізались із куль та з'єднані сталевою арматурою. Вражаючий візуальний ефект від напнутих вітрил Утзона, розмір яких бездоганно узгоджувався з мостом Гарбор-Брідж підніс колишнє непримітне місто Сідней на світовий рівень.

## Відгуки
Оперний театр у Сіднеї зі своєю мінливою історією став об'єктом критики як дизайнерів, так і режисерів. Після репетицій Дон Жуана відомий оперний режисер, шотландець Давід МакВікар зазначив, що зал Joan Sutherland Opera Theatre має «величезні» проблеми і просто «непридатний для опер». Він замалий для гарної акустики, а оркестрова яма сумно відома своїми крихітними розмірами, через які музиканти в ній тісняться і борються з відчуттями клаустрофобії.
Подібної критики зазнав і Concert Hall. За словами Ендрю Герона, концертмейстера Сіднейського симфонічного оркестру, погана акустика викликає такі слухові відчуття, що здається, немов «у вухах вата». Через висоту стелі у 25 квадратних метрів звук часто глушиться, а інколи і взагалі зникає.

## Галерея

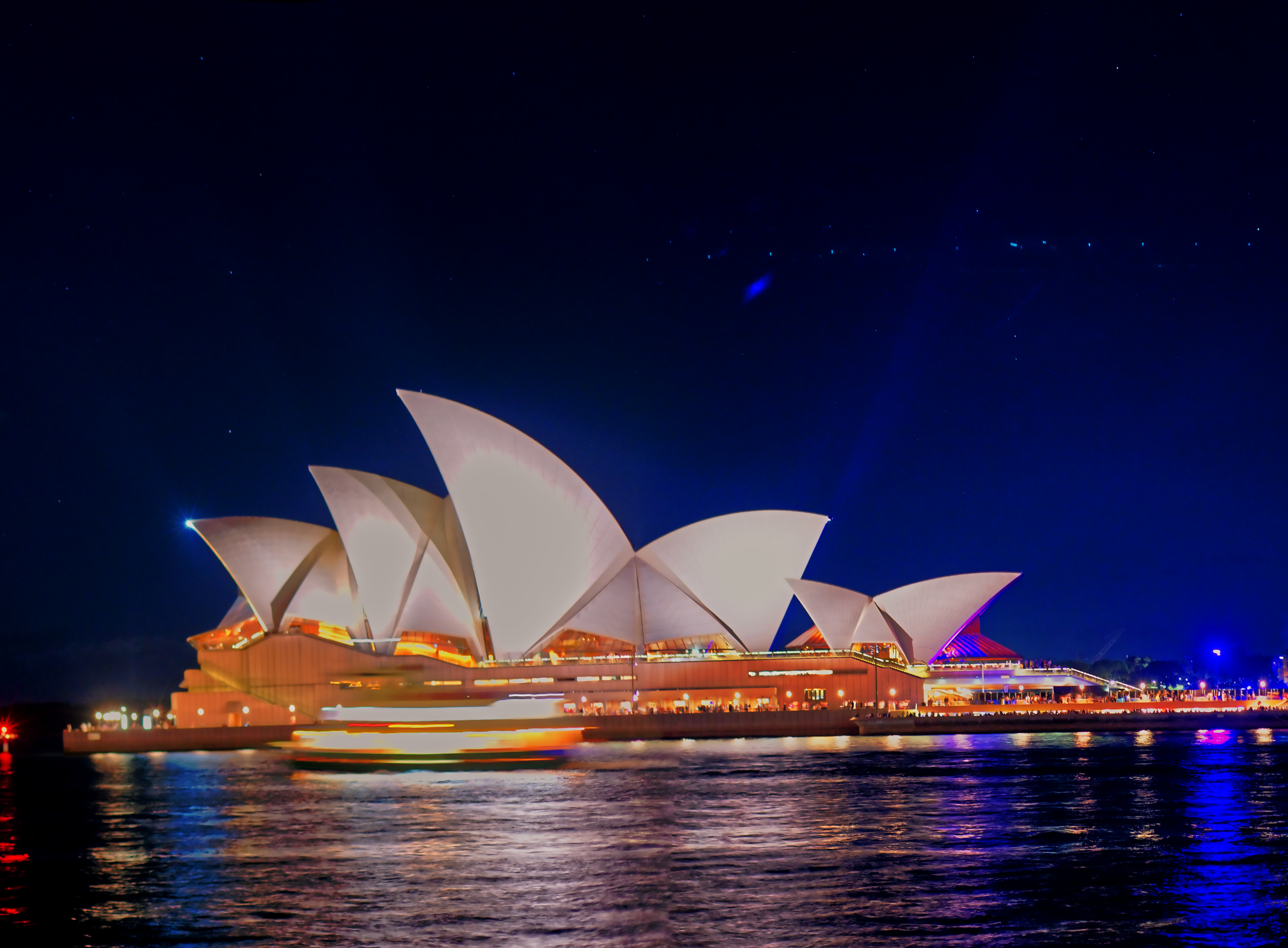
Сіднейська опера вночі (15 лютого 2019)
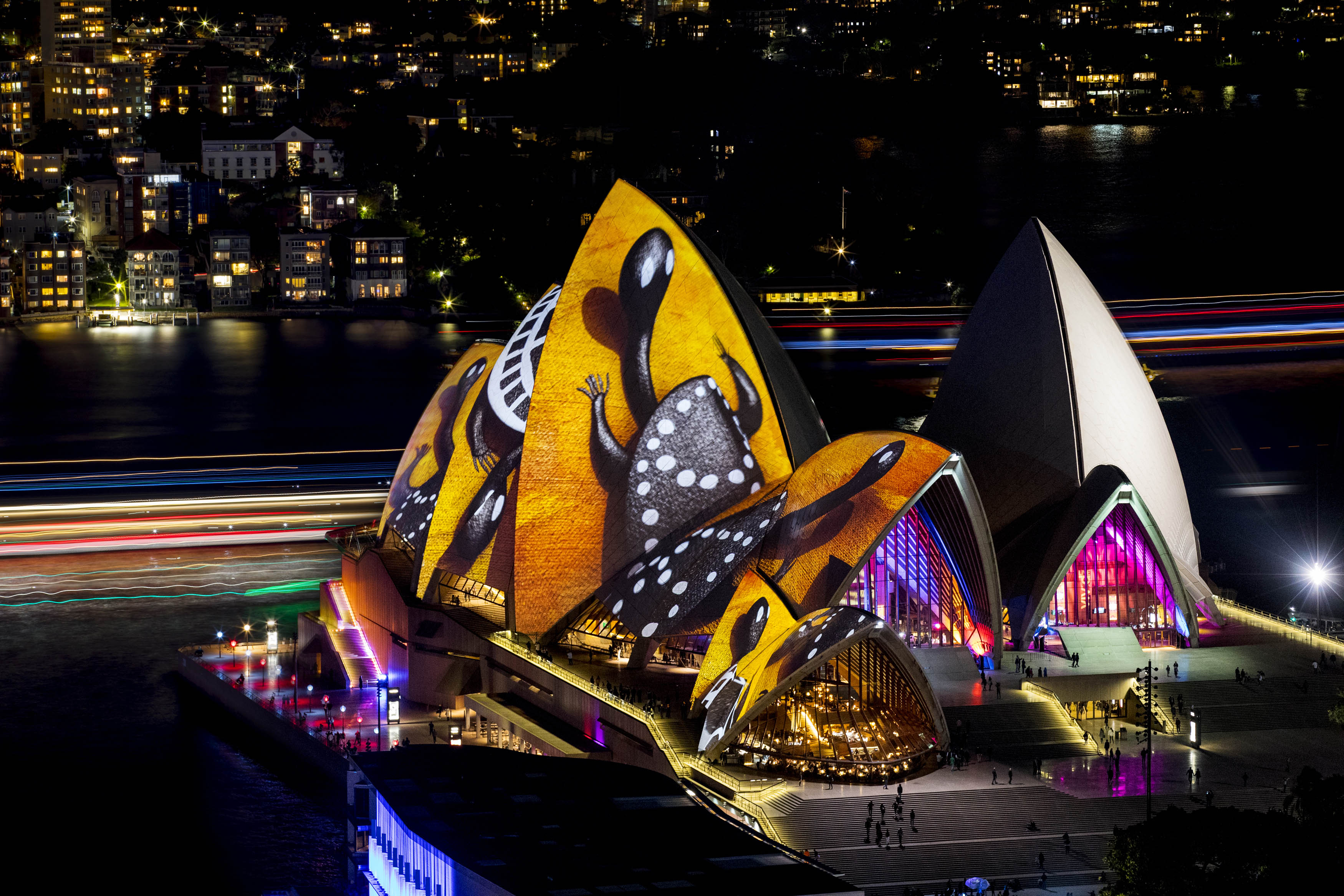
Підсвічування Сіднейського оперного театру під час фестивалю Vivid Sydney 2016
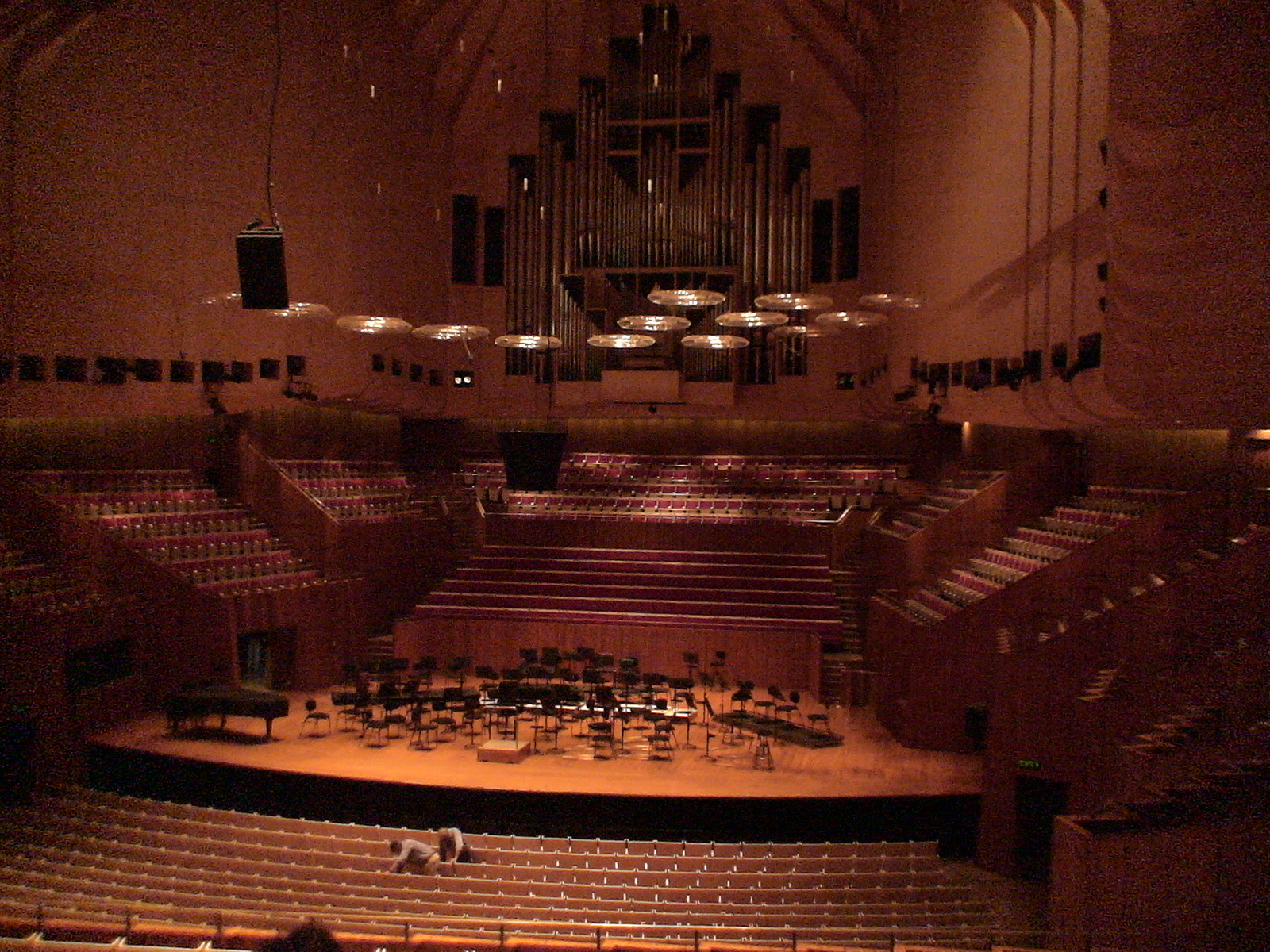
Одна з театральних зал
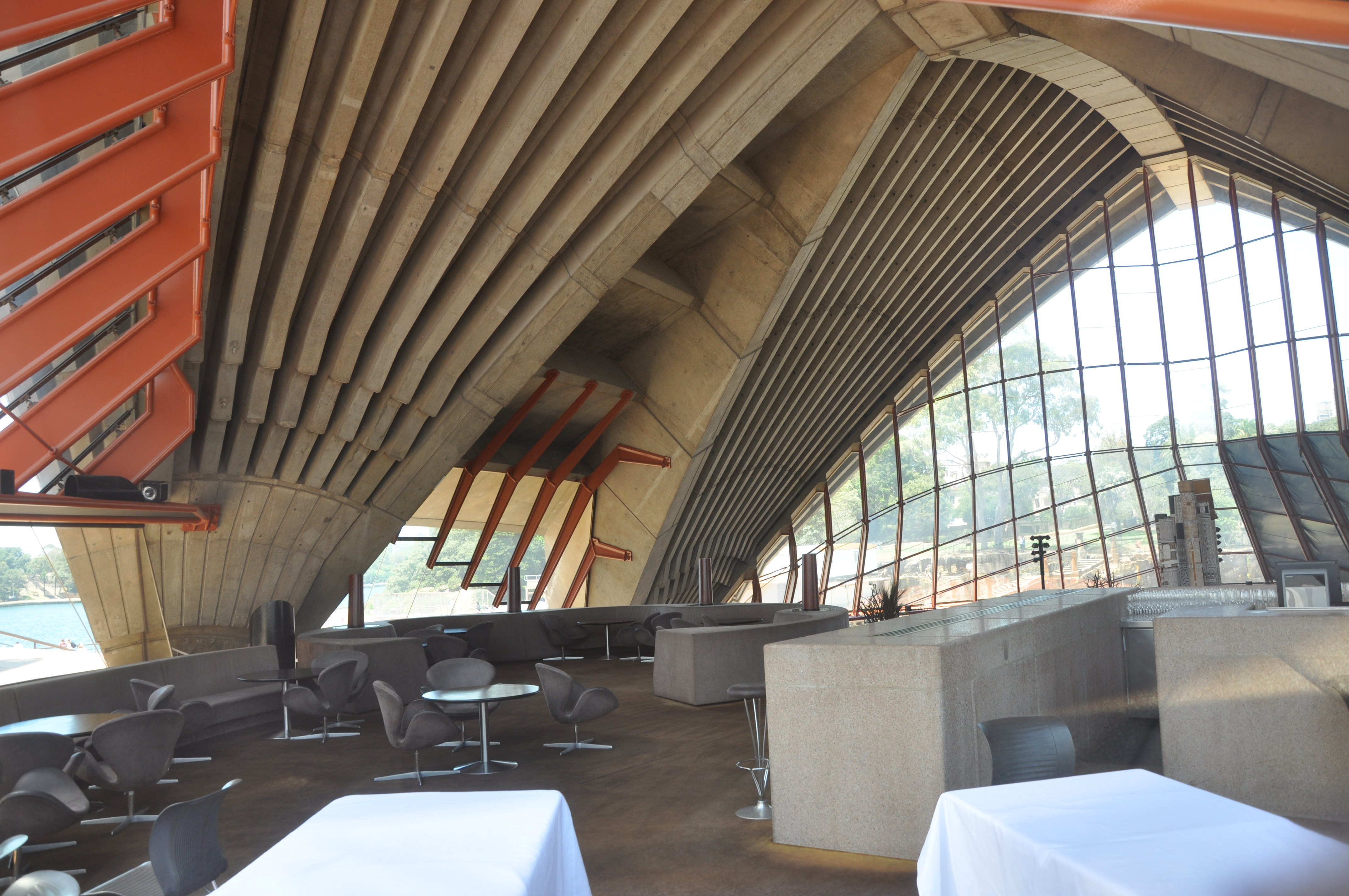
Ресторан Беннелонг